# کریستیان فورتنر
کریستیان فورتنر (انگلیسی: Christiaan Pförtner؛ زادهٔ ۳ مارس ۱۹۶۶) بازیکن فوتبال اهل آلمان است.
از باشگاه‌هایی که در آن بازی کرده‌است می‌توان به باشگاه فوتبال هانوفر ۹۶، باشگاه فوتبال اس‌سی فورتونا کلن، باشگاه فوتبال بایرن مونیخ، باشگاه فوتبال اس‌وی زاندهاوزن، و باشگاه فوتبال زاربروکن اشاره کرد.
وی همچنین در تیم‌های ملی فوتبال جوانان آلمان، و جوانان آلمان، و زیر ۲۱ سال آلمان بازی کرده‌است.